# هاجيمي تاجوشي
هاجيمي تاجوشي (باليابانية: 田口一) (1975، ناغويا في اليابان)؛ روائي ياباني.